# Turistická značená trasa 1104
 Turistická značená trasa 1104 je 2,5 km dlouhá modře značená trasa Klubu českých turistů v Hořovické pahorkatině a okrese Beroun spojující Srbsko s Kubrychtovou boudou. Její převažující směr je severovýchodní. Trasa se nachází na území CHKO Český kras.

## Průběh trasy
Turistická trasa má svůj počátek u železniční zastávky v Srbsku společně se zeleně značenou trasou 3082 do Bubovic. Rovněž tudy prochází žlutě značená trasa 6042 od Koněpruských jeskyní do Svatého Jana pod Skalou. V souběhu z oběma trasa 1104 přechází Berounku, v centru Srbska se odpojuje trasa 6042, na jeho severovýchodním okraji pak trasa 3082. Trasa 1104 pokračuje lesní cestou údolím proti proudu Bubovického potoka dále k severovýchodu do blízkosti Kubrychtovy boudy a končí na rozcestí s červeně značenou trasou 0001 od Karlštejna do Berouna. Po ní lze pokračovat k nedalekým Bubovickým vodopádům.

## Historie
Trasa vznikla kompletním přeznačením původně žluté trasy 6043. Číslo 6043 bylo přeneseno na jinou trasu.

## Turistické zajímavosti na trase
- Souběžná Naučná stezka Karlštejn
- Národní přírodní rezervace Karlštejn